# Audi TT (FV)
Cet article concerne la troisième génération de l’Audi TT. Pour des informations générales sur l’Audi TT, consultez Audi TT.
L'Audi TT est un coupé ou roadster du constructeur automobile allemand Audi. La TT FV/8S est la troisième génération de l'Audi TT, construite en tant que coupé et roadster de 2014 à 2023. En 2018, le véhicule est restylé.

## Historique du modèle
Le 3 mars 2014, la version coupé de la troisième génération de l'Audi TT, l'Audi TT FV/8S, a été présentée au Salon international de l'automobile de Genève. La planche de bord de la troisième TT, connue sous le nom de cockpit virtuel, avait déjà été présentée en janvier 2014 au Consumer Electronics Show de Las Vegas. La TT RS a été officiellement présentée au Salon de l'automobile de Pékin 2016.

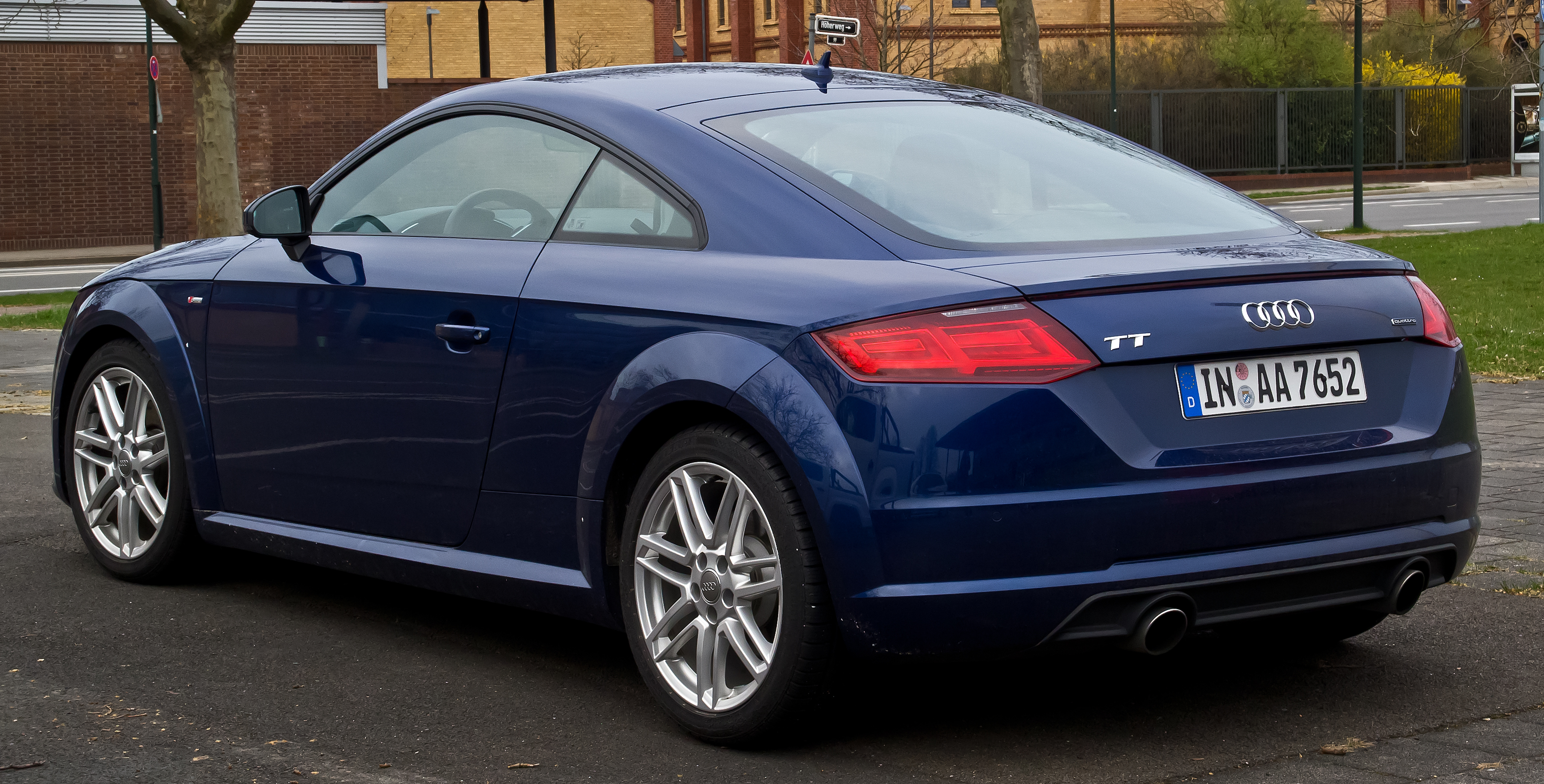
Vue arrière
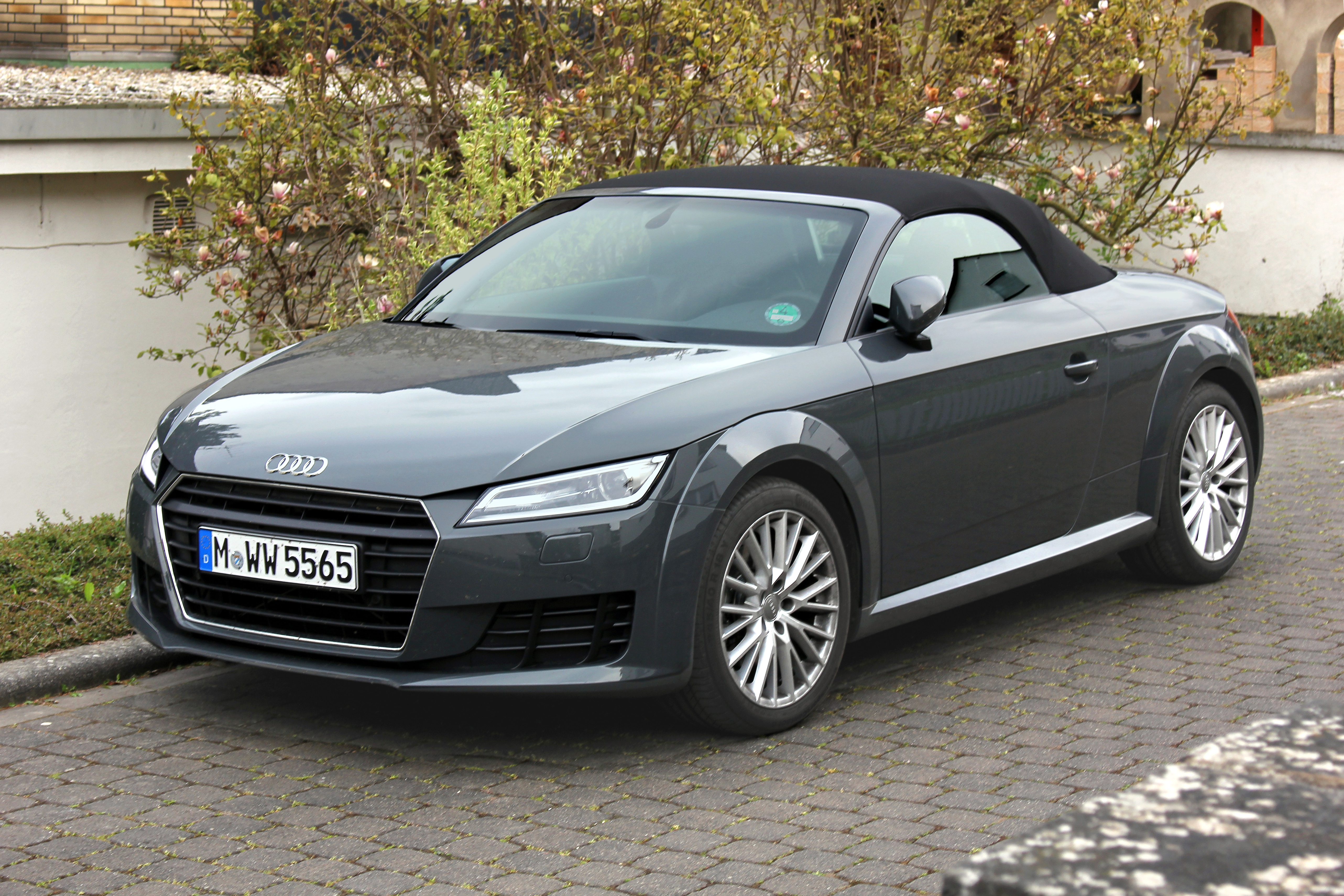
Audi TT roadster (2014–2018)
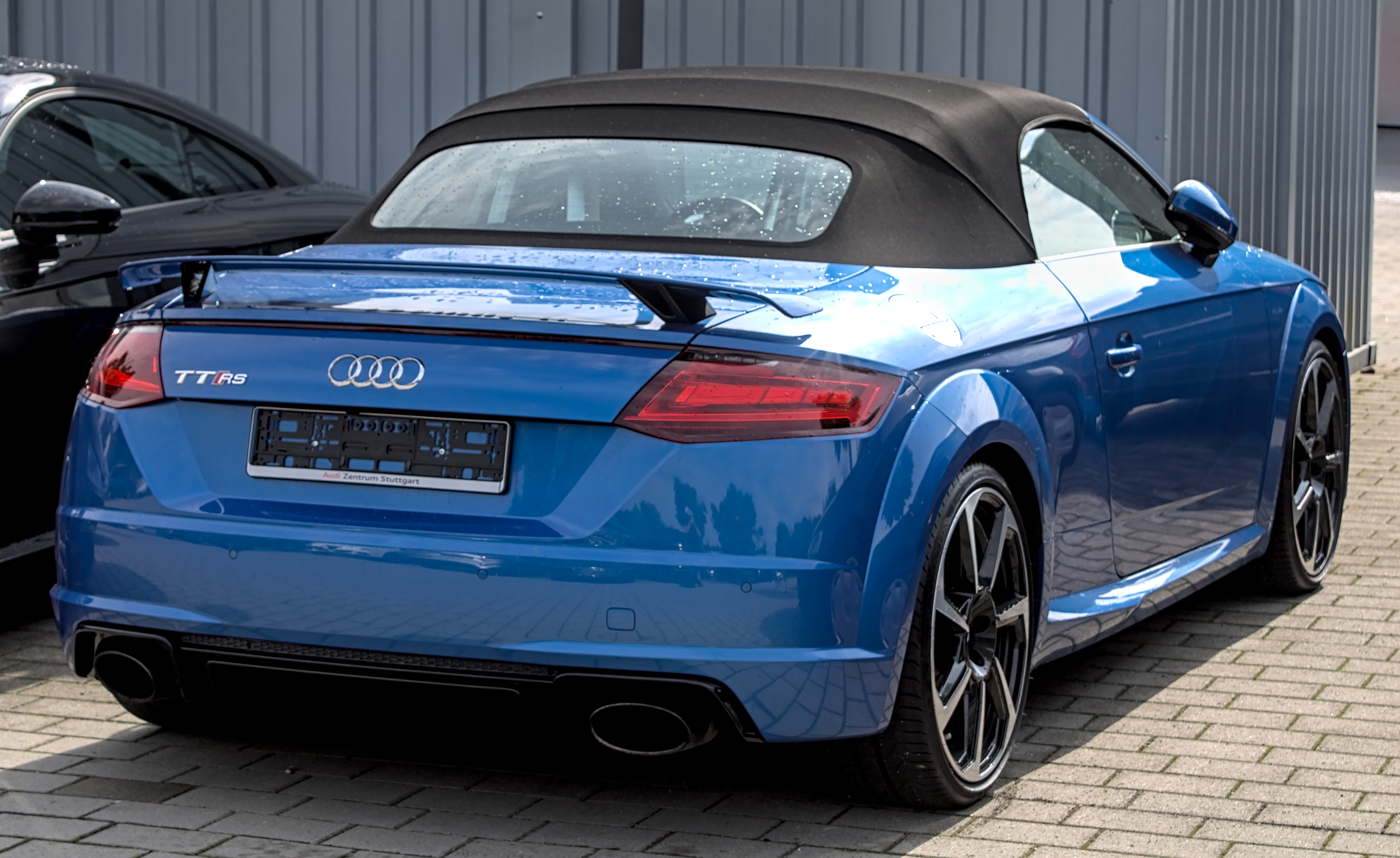
Audi TT RS roadster (2016–2018)

### Lifting
À l'été 2018, Audi a présenté un lifting (appelé mise à niveau du produit au sein du groupe Volkswagen) pour la TT et la TTS.

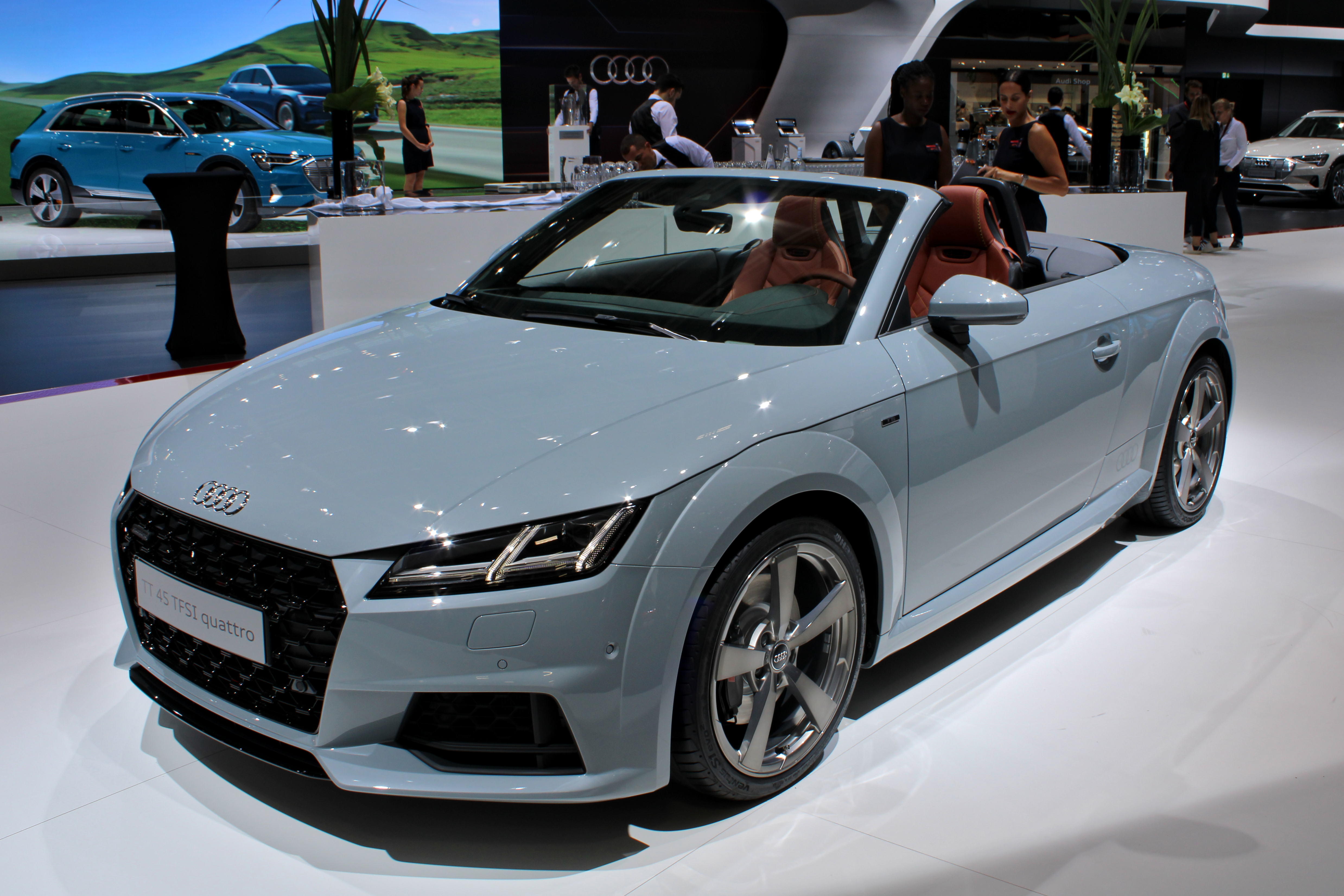
Audi TT roadster (depuis 2018)
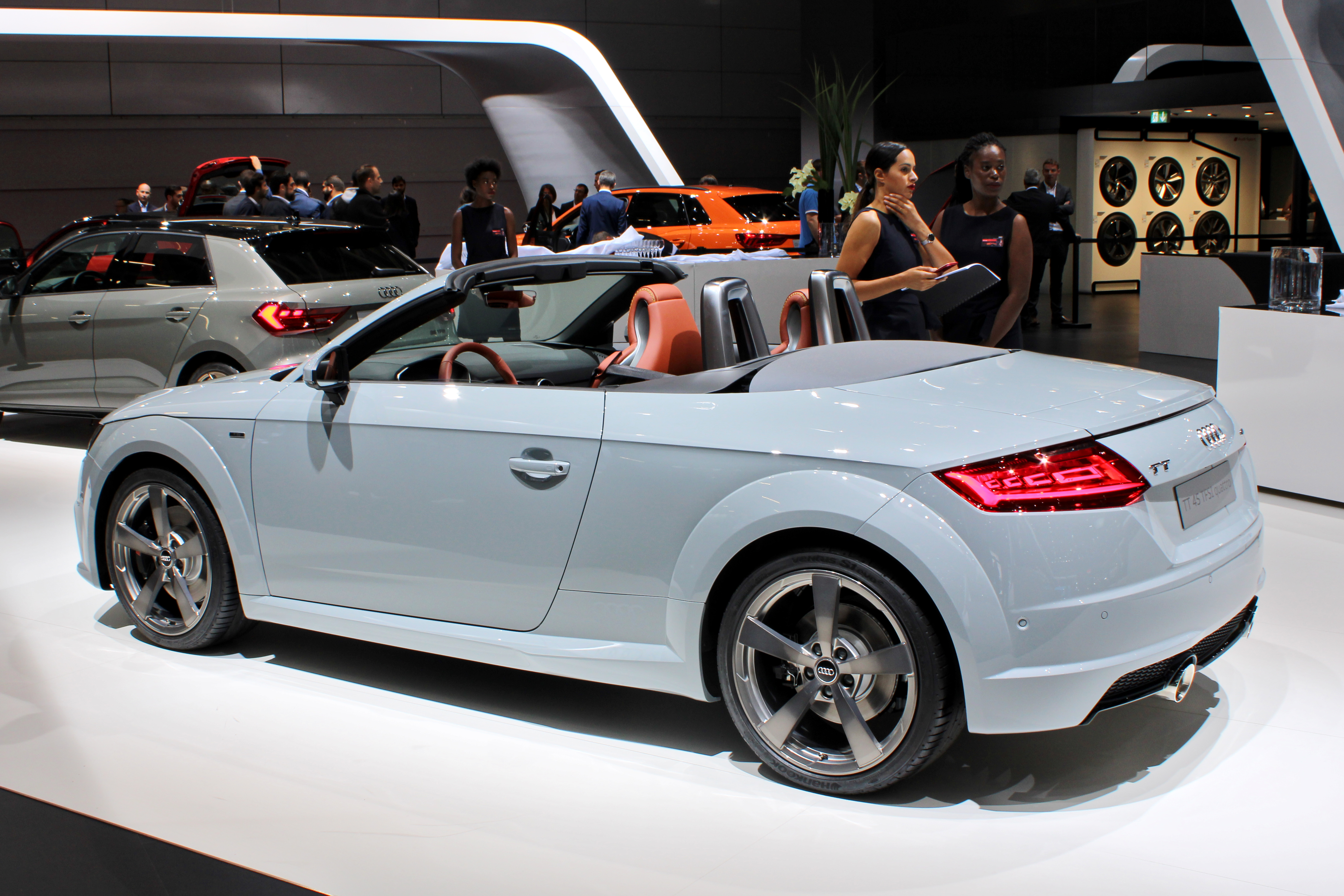
Vue arrière
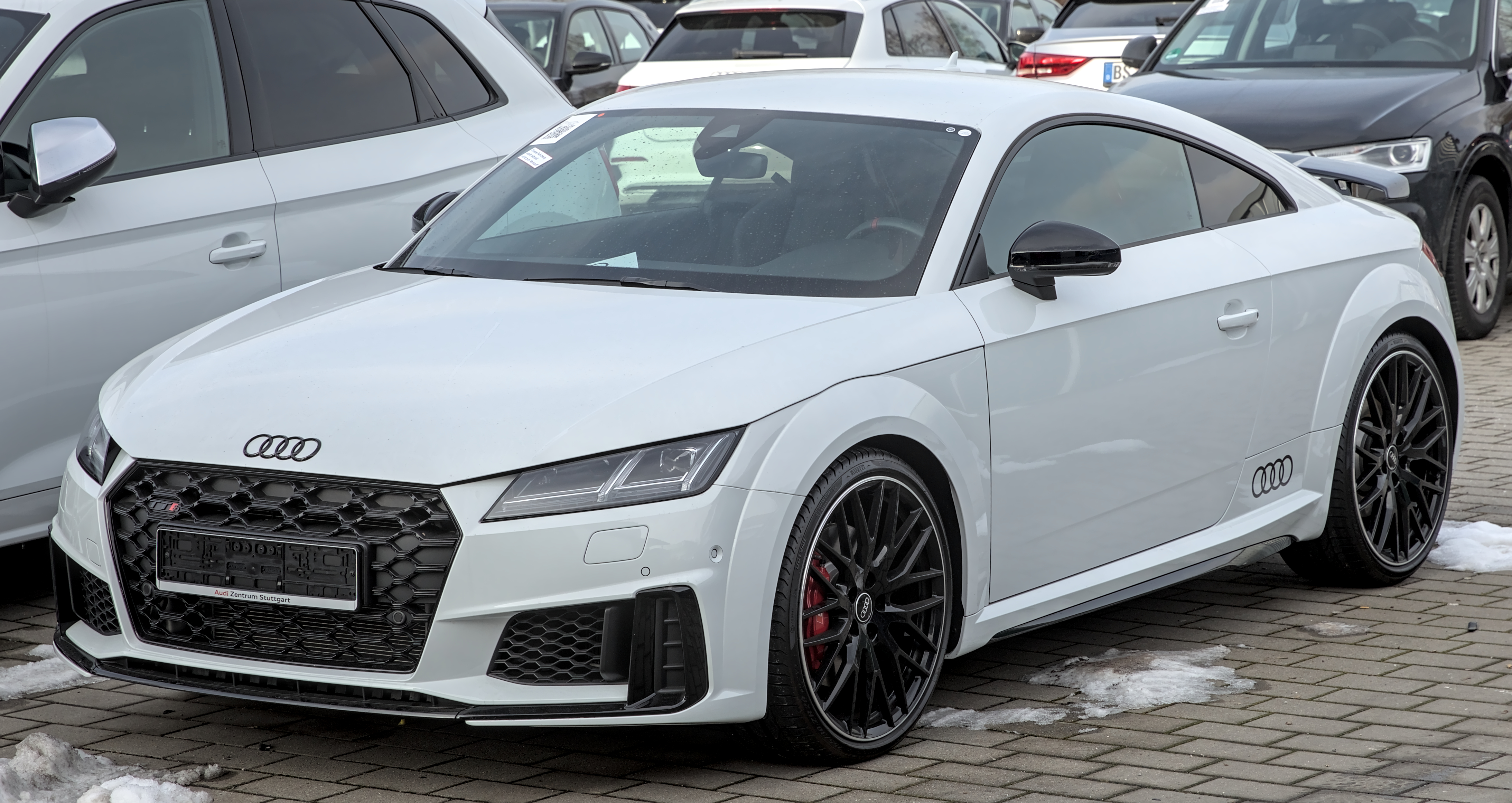
Audi TTS coupé (depuis 2018)
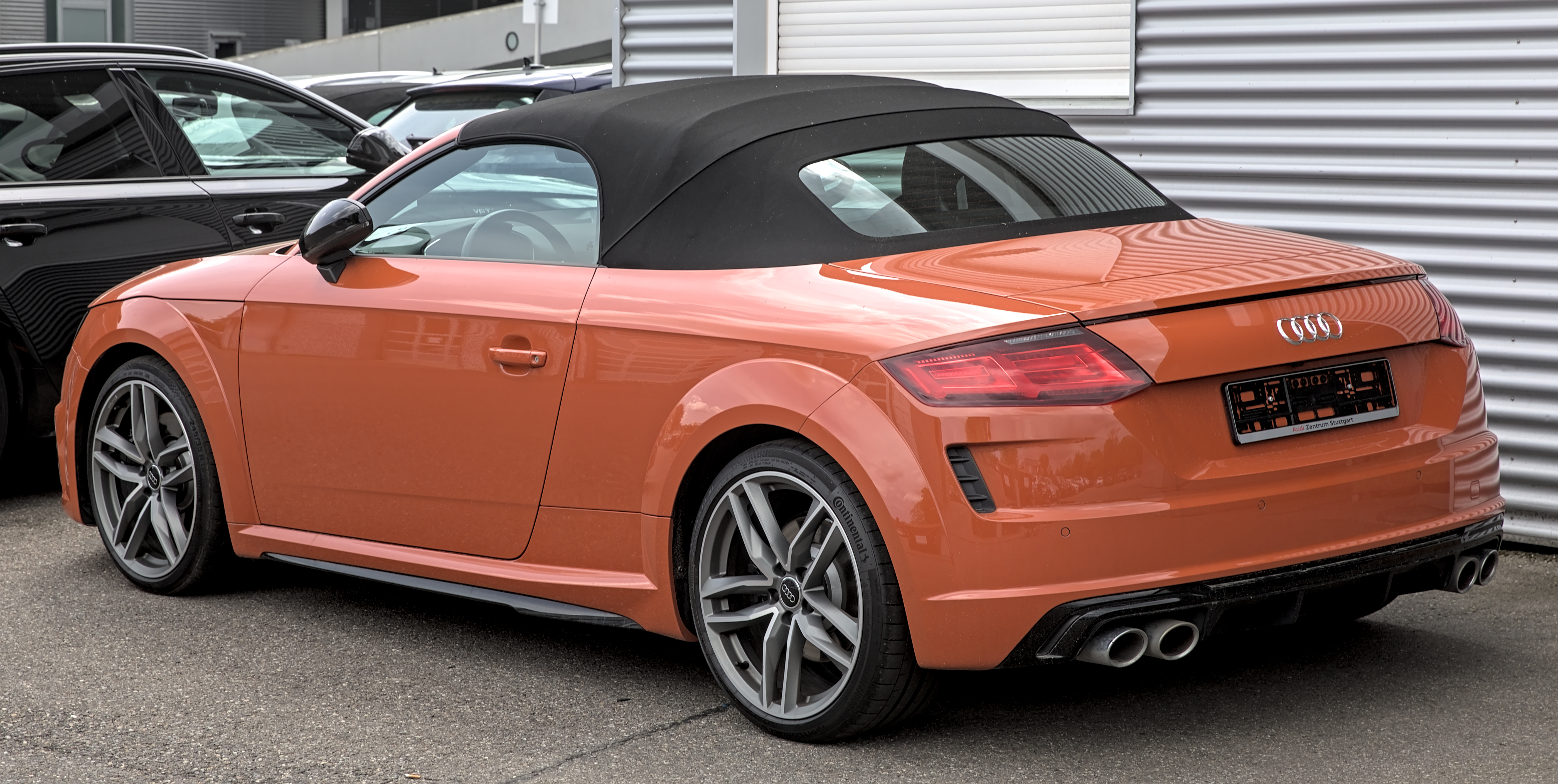
Audi TTS Roadster(depuis 2018)
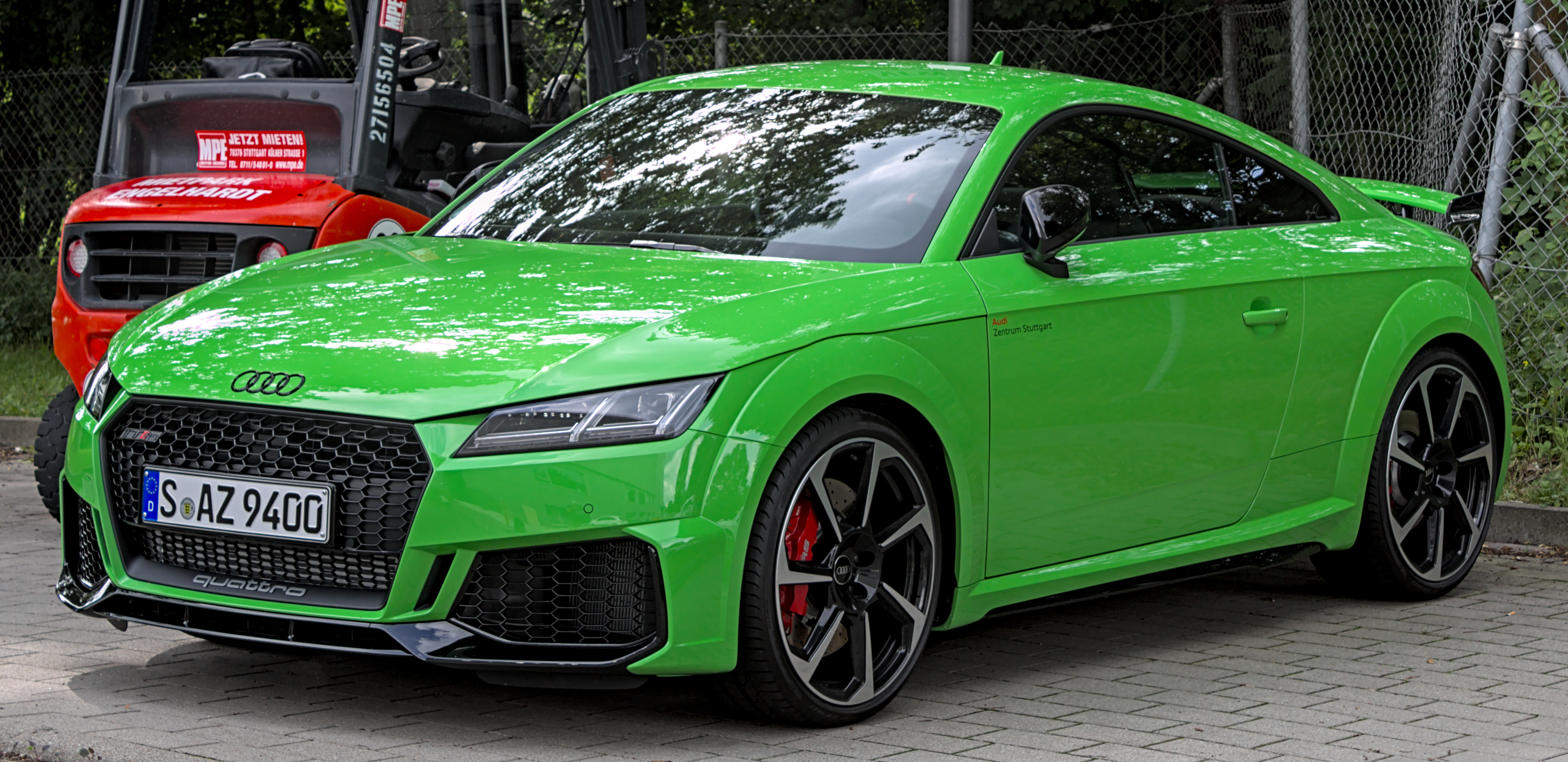
Audi TT RS coupé (depuis 2019)

## Changements par rapport à la prédécesseur

### Conception
L'extérieur du véhicule n'a pas fondamentalement changé, la courbe ronde du toit a été conservée. Certains éléments comme les phares et la calandre, plus large, ont été rendus plus anguleux. À l'arrière, le troisième feu stop est intégré sur toute la largeur du hayon, entre les feux arrière et sous le becquet arrière rétractable. La conception du véhicule est basée sur la première génération dans certains détails. Les exemples sont le bouchon de réservoir spécial et le système d'échappement central avec deux sorties d'échappement rondes. Le véhicule est basé sur la matrice transversale modulaire que l'Audi A3 8V utilise également. Les dimensions de la TT ont légèrement changé, elles ont été partiellement réduites. Grâce à diverses mesures, le poids a été réduit d'environ 50 kilogrammes par rapport à sa prédécesseur. La TT est livrée de série avec des phares au xénon, des phares à LED ou à matrice LED sont disponibles moyennant un coût supplémentaire. Ces derniers disposent de douze diodes électroluminescentes individuelles, qui génèrent en continu les feux de route et les atténuent en cas de trafic venant en sens inverse. Les feux arrière utilisent toujours la technologie LED et, pour la première fois, ils disposent d'une fonction d'éclairage diurne. De plus, en liaison avec l'un des deux systèmes LED, il existe un clignotant dit dynamique, qui comporte une bande à LED lumineuse allant dans la direction du virage.

### Technologie
À l’intérieur, les innovations affectent principalement le système d'infodivertissement. Il n'y a plus d'affichage radio/navigation classique dans la console centrale, mais un écran de 12,3 pouces à la place du combiné d'instrumentations. Il permet deux vues différentes, l'affichage normal avec compte-tours et compteur de vitesse ou une vue avec de petits instruments ronds et une grande zone pour les réglages multimédia ou la carte de navigation. La TTS a une troisième vue avec un grand compte-tours au milieu. Le système peut être commandé soit via le volant multifonction, soit via le nouveau bouton rotatif du système MMI placé dans la console centrale ou soit via la commande vocale révisée. Ce dernier reconnaît désormais des phrases prononcées librement sans spécifications spécifiques. Le bouton MMI dispose, en option, d'un pavé tactile avec reconnaissance de l'écriture manuscrite. L’Audi MMI fonctionne désormais avec un processeur Tegra 3.
Les commandes de la climatisation sont logées dans les trois bouches d'aération rondes centrales pour un gain de place. Avec la climatisation automatique, les différents modes et températures s'affichent sur de petits écrans sur les bouches d'aération. La TT dispose également de sièges sport avec appuie-tête intégrés ou, en option, de sièges sport S avec bords latéraux à réglage pneumatique. Le coffre du coupé a été augmenté de 13 litres pour atteindre 305 litres, les dossiers des sièges arrière peuvent être rabattus séparément.
Les extras optionnels listés ci-dessous sont disponibles pour la première fois par rapport à la prédécesseur :
- Roues en aluminium jusqu'à 20 pouces
- Démarrage sans clé
- Accès internet LTE
- Borne Wi-Fi
- Audi Phone Box avec connexion à l’antenne externe pour les téléphones portables
- Système audio Bang & Olufsen

Une nouvelle fonctionnalité de la TT est le système de sélection de conduite, qui peut être utilisé pour influencer divers réglages du véhicule, par exemple avec les modes sportif, confortable et efficace. Il affecte la réponse de l'accélérateur, la direction, la climatisation, la suspension magnétique, la transmission S tronic et le son du moteur. Pour la première fois, la transmission intégrale quattro peut également être modifiée par la sélection de l'entraînement, en fonction de la situation de conduite elle peut être plus lourde à l'arrière ou temporairement désactivée, c'est-à-dire être uniquement en mode traction avant. Les autres innovations techniques de la TT sont le frein de stationnement électromécanique et le correcteur électronique de trajectoire commutable en deux niveaux. La direction assistée désormais électromécanique permet l'intégration de systèmes d'assistance auparavant impossibles, tels que l'assistant de stationnement et le système d'avertissement de sortie de voie actif. Il y a aussi la reconnaissance des panneaux de signalisation et un assistant d'angle mort.

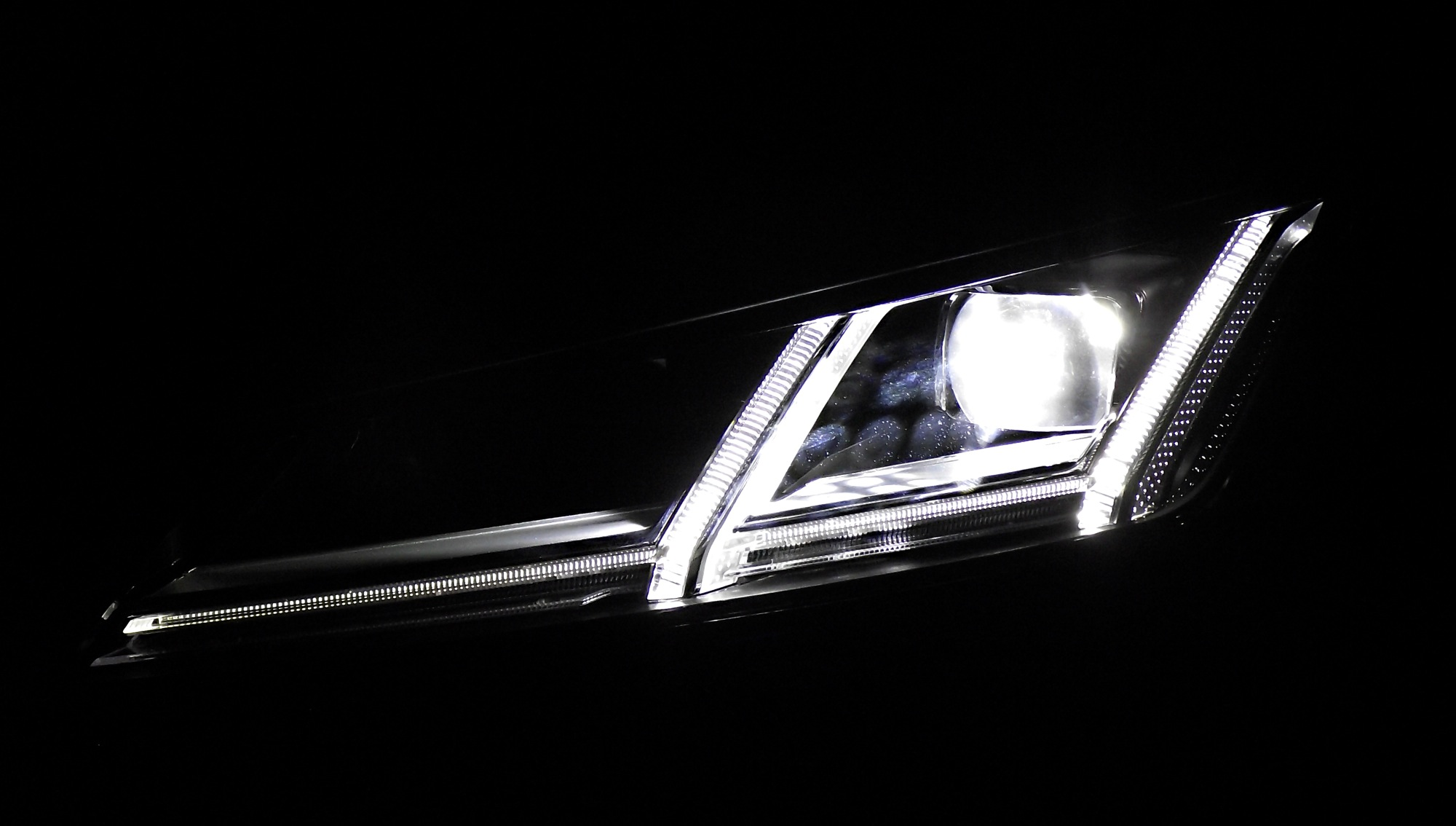
Phares Matrix LED de la TT
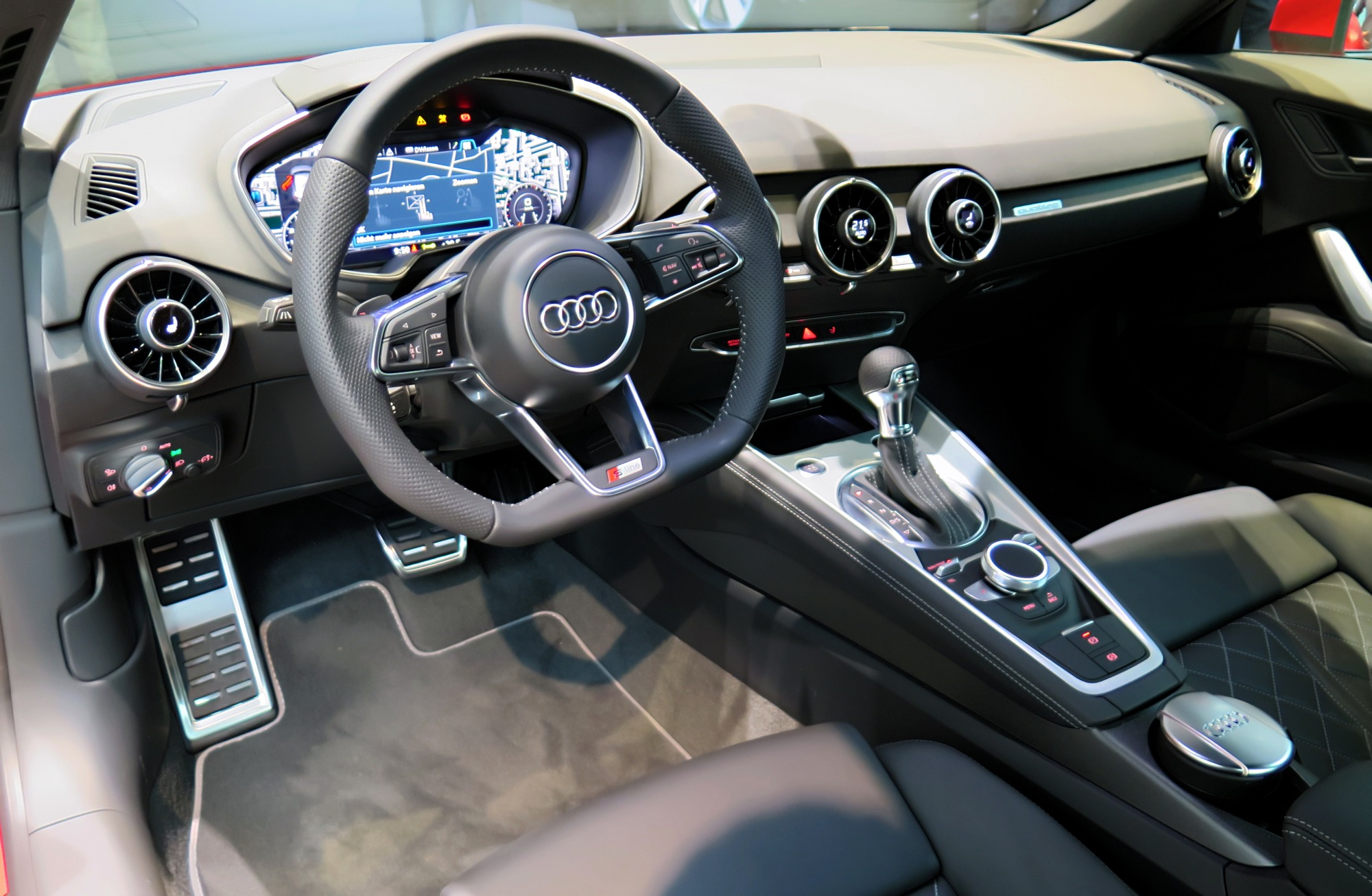
Intérieur
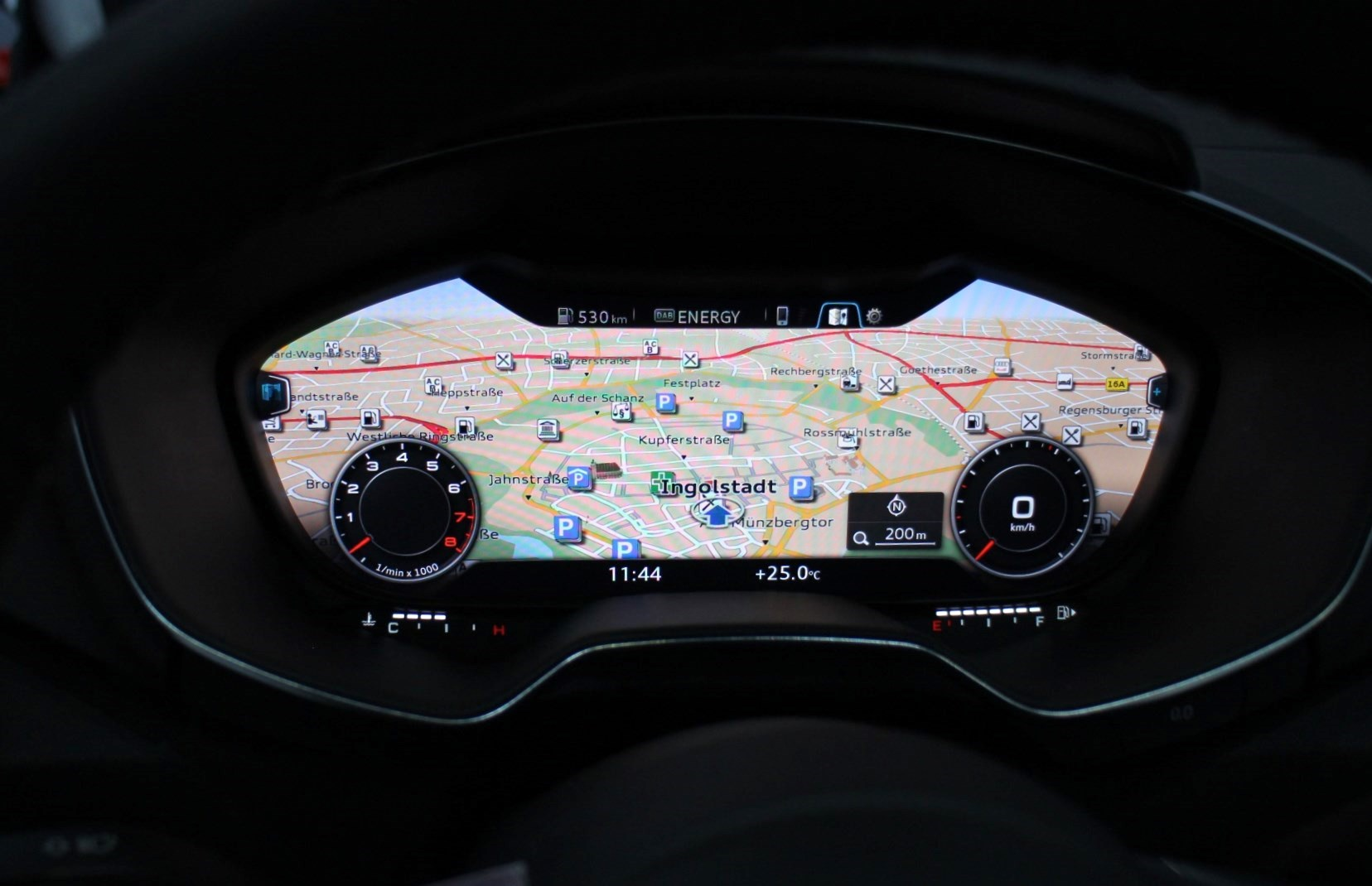
Écran du groupe d'instrumentations virtuel
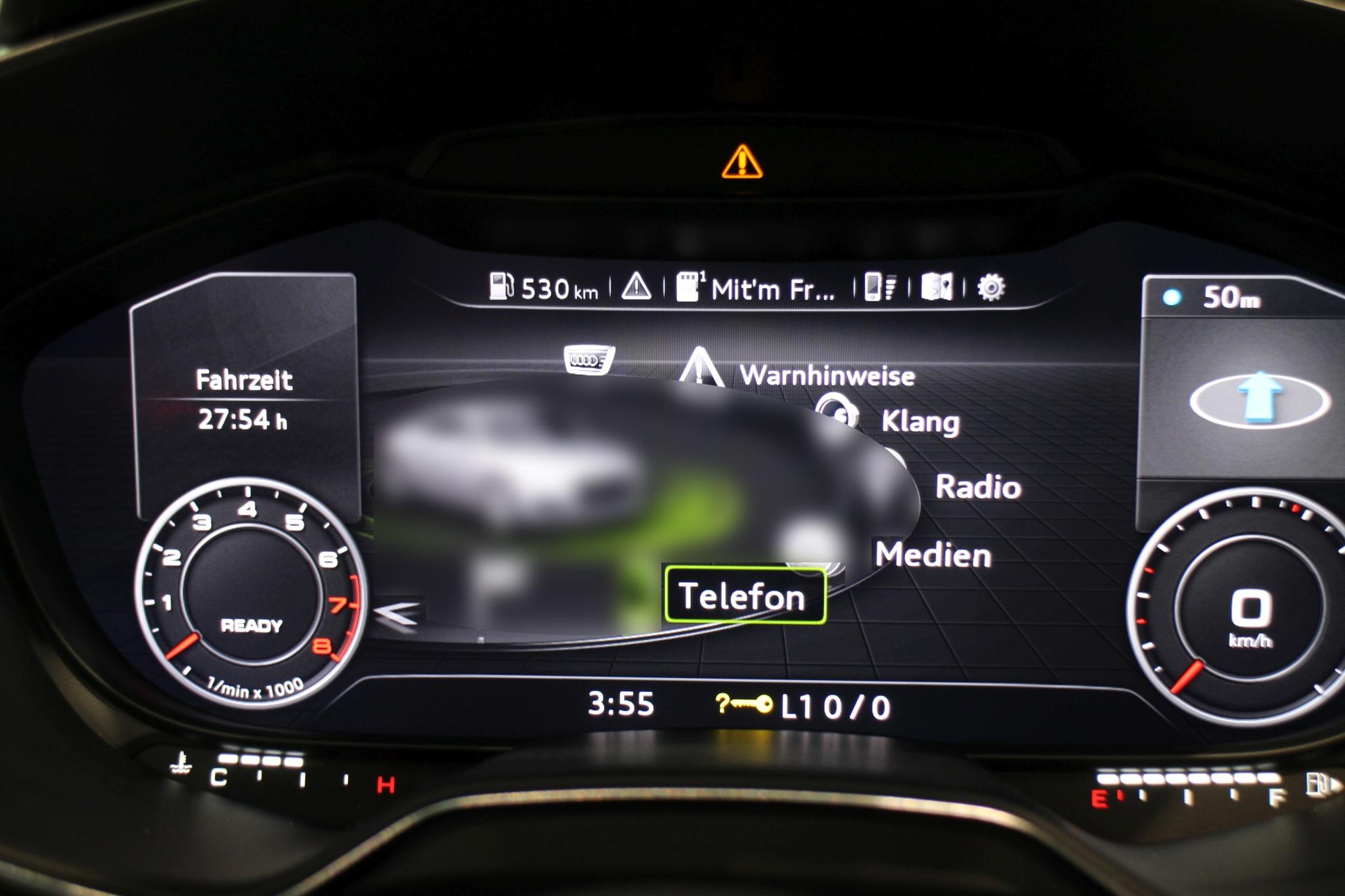
Menu de l’Audi MMI

## Groupe motopropulseur
Un moteur diesel de deux litres (moteur TDI de 2.0 L) d'une puissance maximale de 135 kW (184 ch) et deux moteurs essence de deux litres (moteur TFSI de 2.0 L) dont l’un d'une puissance maximale de 169 kW (230 ch) et l’autre d’une puissance maximale de 228 kW (310 ch) dans la TTS étaient disponibles pour le lancement sur le marché à l'automne 2014. La transmission intégrale quattro était disponible en option pour les modèles avec le moteur essence de deux litres d'une puissance nominale de 169 kW (230 ch) et les modèles avec le moteur diesel de deux litres d’une puissance nominale de 135 kW (184 ch); elle était de série dans la TTS avec le moteur essence de deux litres d’une puissance nominale de 228 kW (310 ch). En 2016 est apparue la TT RS avec un moteur essence turbocompressé cinq cylindres en ligne d’une puissance maximale de 294 kW et avec une transmission intégrale disponible de série.
Depuis le lifting, le moteur essence turbocompressée et d'une cylindrée de deux litres peut être commandé en trois niveaux : le moteur 40 TFSI avec une puissance maximale de 145 kW, le moteur 45 TFSI avec une puissance maximale de 180 kW et celui de la TTS avec une puissance maximale de 225 kW. La TT RS est équipée d'un moteur cinq cylindres d'une cylindrée de 2,5 l et d'une puissance maximale de 294 kW. Le moteur le moins puissant (40 TFSI) ne peut être commandé qu'avec une traction avant, le moteur intermédiaire (45 TFSI) a également une traction avant de série. La transmission intégrale ne peut être commandée que moyennant un supplément pour le moteur intermédiaire et elle est de série pour les deux niveaux de motorisation les plus élevés.

## "Audi Sport Performance Parts"

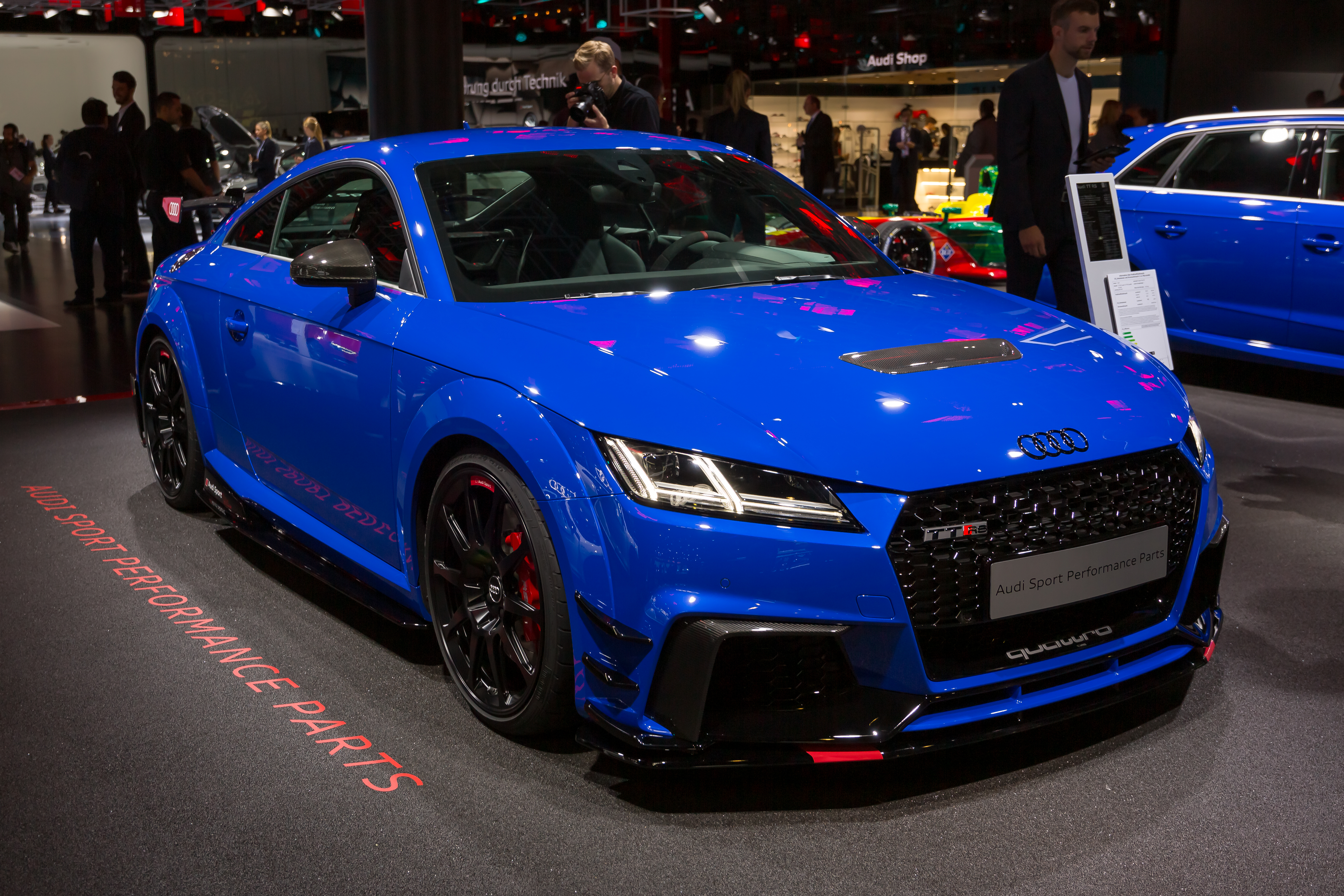
Audi TT RS avec Audi Sport Performance Parts

L'Audi TT RS avec "Audi Performance Parts" a été présentée pour la première fois au Salon de l'automobile de Francfort 2017. L'Audi TT RS qui y était présentée était équipée de l'«Aero-Kit 1», ainsi que de toutes les pièces supplémentaires disponibles avec le programme Audi Sport, à l'extérieur, par exemple, elle a reçue des inserts en carbone pour les prises d'air à l'avant et des jupes latérales plus larges, un diffuseur et un becquet arrière. Une entrée d'air en carbone sur le capot pouvait être commandée moyennant un supplément, ainsi qu'un système d'échappement en titane d'Akrapovic. Pour l'intérieur, il y avait une barre anti-rapprochement en carbone à la place de la banquette arrière, ainsi qu'un volant avec des palettes de changement de vitesse en carbone en option. La suspension avait une technologie de suspension à ressorts hélicoïdaux. Il y avait également des roues en aluminium fraisé, une traverse d'essieu arrière et un jeu complet de disques de frein de 19 pouces pour l'essieu avant. La finition complète pouvait être commandée pour 53 535 euros à partir de la fin de l'été 2017. De plus, il y avait différents "Aero Kits", qui ne changeaient qu'en termes de portée. Les "Performance Parts" ont été partiellement révisées pour la mise à jour du modèle de fin 2018  et testées sur le Nürburgring; Celles-ci n'étaient plus officiellement vendues individuellement, mais elles étaient exclusivement vendues en tant que la très limitée Audi TT RS 40 Jahre quattro Edition. Ce modèle spécial a été construit 40 fois et a reçu les "Performance Parts" révisées du modèle avec le lifting. Les ventes de l'Audi TT RS 40 Jahre quattro ont commencé en Allemagne en octobre 2020. Le prix était de 114 040 euros.

## Lieu de production
L'Audi TT actuelle, génération FV/8S, est entièrement fabriquée dans l'usine Audi hongroise de Győr.

## Concept car
En mai 2019, au salon autrichien de Wörthersee, Audi présente l'Audi TT Safari, un concept car sur base de TT doté d'équipements lui permettant d'affronter le désert et les dunes.